# داء الرأس الأسود
داء النيسجات الطيري أو داء الرأس الأسود (بالإنجليزية: Blackhead disease)‏ هو مرض طفيلي يصيب الطيور. تسببه النيسجة الرومية.

## الأعراض
تظهر الأعراض في غضون 7 إلى 12 يومًا بعد الإصابة وتشمل الاكتئاب وضعف الشهية والنمو وزيادة العطش وإسهال أصفر كبريتي والخمول وتدلى الأجنحة وريش غير مهذب.
يظهر على الطيور الصغيرة المرض بصيغة أكثر حدة وتموت في غضون أيام قليلة بعد ظهور الأعراض. قد تمرض الطيور الكبيرة لبعض الوقت وتصبح هزيلة قبل الموت. الأعراض قاتلة جدًا للديك الرومي ولكن تأثيرها أقل على الدجاج.

## طالع
- مرض الافتراس (دواجن)

## وصلات خارجية
- داء الرأس الأسود من موقع البيطرة السورية
- داء الرأس الأسود في الدواجن : مراجعة نقدية من موقع BioOne